# سوئد در المپیک تابستانی ۱۹۵۲
سوئد در بازی‌های المپیک تابستانی ۱۹۵۲ که در شهر هلسینکی فنلاند برگزار شد، کاروان سوئد با ۲۰۶ ورزشکار در این رقابت‌ها شرکت کرد و موفق به کسب ۳۵ مدال (۱۲ طلا، ۱۳ نقره، ۱۰ برنز) شد. در جدول رتبه‌بندی توزیع مدال‌ها، سوئد در ردهٔ ۴ مسابقات قرار گرفت.